# Gare d'Eygurande - Merlines
La gare d'Eygurande - Merlines est une gare ferroviaire française fermée située sur le territoire de la commune de Merlines, dans le département de la Corrèze, en région Nouvelle-Aquitaine. Elle se trouve à 2 kilomètres d'Eygurande et constituait un nœud ferroviaire de relative importance à quatre branches constituées par les lignes du Palais à Eygurande - Merlines (vers Limoges et Tulle via Ussel), d'Eygurande - Merlines à Clermont-Ferrand et de Bourges à Miécaze, toutes fermées ou non exploitées.
C'est une halte ferroviaire de la Société nationale des chemins de fer français (SNCF). Le trafic ferroviaire a cessé à partir du 6 juillet 2014 en raison de la fermeture, faute d'entretien,  du tronçon entre Eygurande - Merlines et Laqueuille de la ligne d'Eygurande - Merlines à Clermont-Ferrand, ce qui a pour conséquence également la suspension de l'exploitation entre Ussel et Eygurande - Merlines. Depuis cette date, les trains Intercités et TER Auvergne qui circulaient entre Clermont-Ferrand et Ussel sont remplacés par des autocars.

## Situation ferroviaire
Établie à 714 mètres d'altitude, la gare d'Eygurande - Merlines est la gare terminus située au point kilométrique (PK) 514,691 de la ligne du Palais à Eygurande - Merlines, après la gare ouverte d'Ussel, dont elle est séparée par celle aujourd'hui fermée d'Aix-La Marsalouse. Elle est aussi la gare origine, au PK 420,662, de la ligne d'Eygurande - Merlines à Clermont-Ferrand, la gare ouverte suivante étant celle de Bourg-Lastic - Messeix, séparée par celle aujourd'hui fermée de La Cellette.

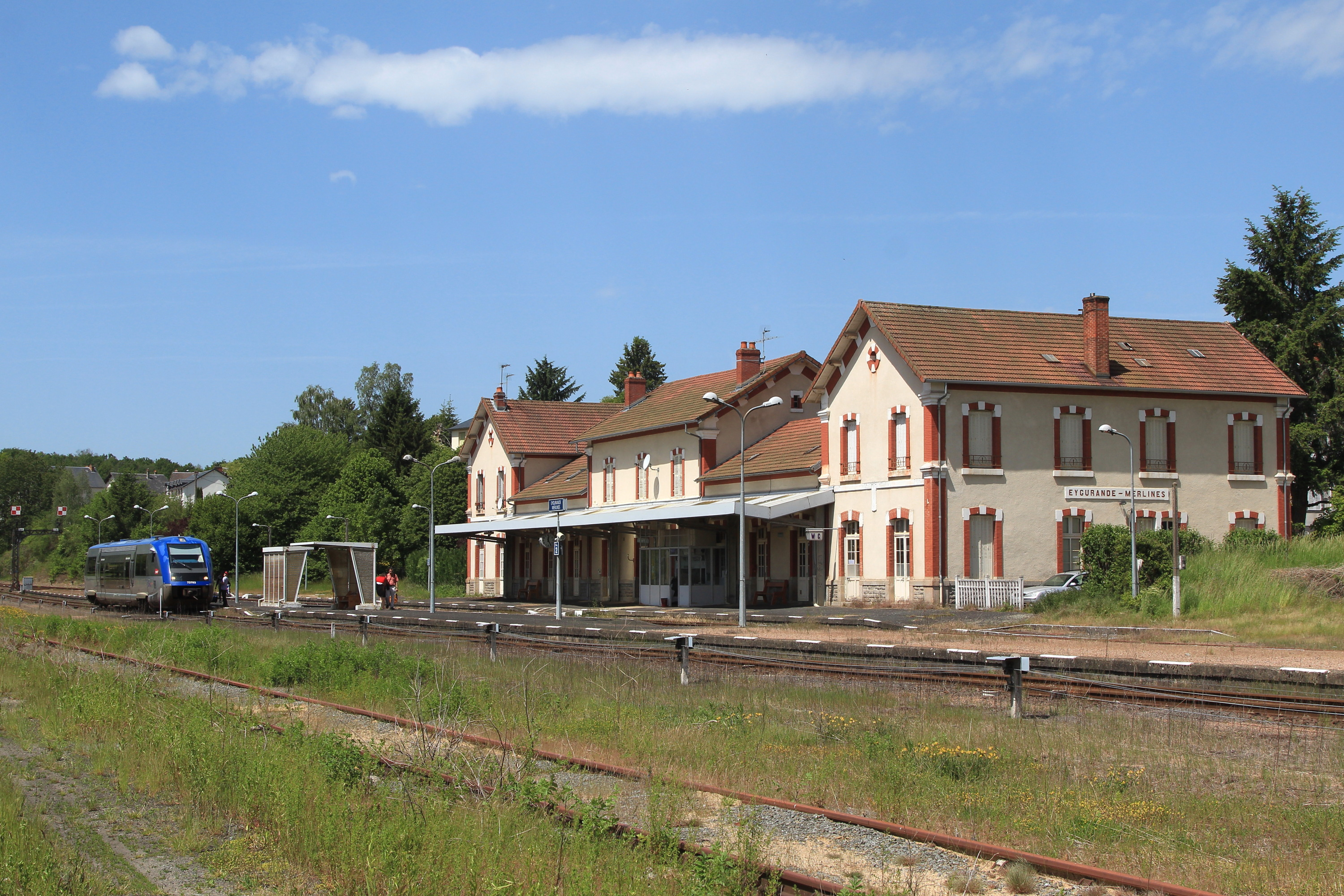
TER de type X 73500 en gare.

Elle est également au PK 420,662 de la ligne de Bourges à Miécaze, ligne fermée de part et d'autre de la gare. Elle se situait entre les gares de Feyt et de Savennes - Saint-Étienne-aux-Clos.

## Histoire

### Construction de lignes et expansion du trafic
La tradition orale rapporte que la gare aurait dû être implantée sur le plateau de La Pouge (commune d'Eygurande) qui, évidemment, offrait un espace suffisant et une assise solide. Le Dr Longy, alors maire d'Eygurande et conseiller général, se serait opposé à la recevoir sur sa commune. Il semble que le conseil municipal d'Eygurande ne se prononça jamais dans ce sens ; mais on sait pourtant que le Dr Longy avait suffisamment d'influence pour agir de lui-même. 
Quoi qu'il en fût, la décision prise s'arrêta sur un terrain vague et marécageux situé au lieu-dit La Ruelle, concédé par la Commune de Merlines pour la somme de 3 339 francs (cette somme fut affectée à l'achat d'une grosse cloche pour l'Église, le reliquat étant réservé à l'éventuelle construction d'une maison d'école). La gare porte dès lors l'intitulé de gare d'Eygurande - Merlines, qu'elle porte toujours de nos jours. Elle nécessita pour sa réalisation d'importants travaux de construction (remblaiements et fondations profondes). 
La gare d'origine se limitait au bâtiment central actuel.
La gare d'Eygurande-Merlines voit arriver son premier train le 6 juin 1881 lors de l'ouverture complète de l'axe reliant Brive-la-Gaillarde à Clermont-Ferrand. Cet axe était originellement partagé en deux sections. Sur Brive - Tulle, il avait été concédé à la Compagnie du Grand Central en 1853, puis repris par la Compagnie du chemin de fer de Paris à Orléans par décret impérial du 11 juin 1863 et ouvert à l'exploitation le 20 août 1870. La seconde section entre Tulle et Clermont-Ferrand fut concédée primitivement à la Compagnie de Clermont à Tulle le 19 juin 1868 mais reprise par l'État qui acheva les travaux en deux temps. Le 10 septembre 1880 pour Tulle-Ussel et le 6 juin 1881 pour Ussel-Clermont Ferrand. Cette section a été également rétrocédée à la Compagnie du chemin de fer de Paris à Orléans par les conventions de 1863.
Le 5 novembre 1882, la gare d'Eygurande-Merlines s'ouvre vers le sud et Largnac sur ce qui deviendra la Ligne de Bourges à Miécaze, avant de se prolonger vers Mauriac en juillet 1893 puis vers Miécaze. Elle est voie unique d'Eygurande à Viescamps-sur-Jallés. Cependant, d'Eygurande-Merlines à Bort-les-Orgues, l'infrastructure est établie pour la double voie. Long de 116km, le tracé est entièrement compris dans les départements de la Corrèze et du Cantal. Cette ligne fut construite par l'État et faisait partie de la même concession que celle de Tulle à Clermont. Enfin, en 1908, l'axe entre Eygurande-Merlines et Aurillac se dote d'un embranchement vers Neussargues, à partir de Bort-les-Orgues avec communication sur Béziers. 
Au nord, l'ouverture de la ligne de Montluçon à Eygurande-Merlines sur la ligne de Bourges à Miécaze intervient le 13 juin 1887. Cette ligne fut concédée par la compagnie du chemin de fer de Paris à Orléans et fut déclarée peu après d'utilité publique et les travaux menés rapidement de sorte que le 25 octobre 1885 la section de Montluçon à Auzances était ouverte à l'exploitation. Le 13 juin 1887, la section terminale d'Auzances à Eygurande-Merlines était ouverte au trafic. Des trois lignes principales (via Brive-la-Gaillarde et via Clermont-Ferrand) traversant du Nord au Sud le Massif Central, c'est évidemment la moins importante. 
Le 8 octobre 1883, la ligne du Palais à Eygurande-Merlines venait se raccorder à Ussel, et apporta une activité supplémentaire à la gare d'Eygurande-Merlines, l'ouvrant ainsi sur la capitale limousine. Cette gare devenait un gros point de bifurcation, et allait vite prendre de l'importance. 
L'accroissement de trafic sur la ligne de Tulle à Clermont-Ferrand et la desserte du Mont-Dore nécessita le doublement de la voie de Merlines à Laqueuille en 1912, date à laquelle les bâtiments de la gare, qui étaient devenus insuffisants, se virent voir pousser des annexes. Les rails de la deuxième voie entre Eygurande-Merlines et Laqueille seront déposés pour les besoins de la guerre en 1914-1918, puis remis en place à la fin des hostilités. Sous l'occupation allemande, la deuxième voie fut de nouveau supprimée. La nécessité de la rétablir ne se fit jamais ressentir, avec la régression du trafic qui suivit. 
En 1913, la gare était dotée d'un pont tournant de 17,50 m (démolis au début des années 1980 lors du réaménagement de la gare afin de fêter son centenaire), d'une remise aux machines, d'un réservoir double de 300 m3 et d'un réservoir simple, d'un poste Saxby des bifurcations, d'un pont à bascule de 20 t, d'une grue de 6 t, d'un hall, d'un quai découvert, d'une cour des marchandises, d'une case à charbon (en veilles travers), d'un Chariot sans fosse, d'un Poste Aubigné de l'entrée en gare (côté Ussel), d'un Magasin à pétrole et d'un Bassin de 1 000 m3. Elle possède aussi un réfectoire, un dortoir, une lampisterie, d'un bureau et magasin du district, et d'un magasin de buffetier. Il y a aussi trois quais, une marquise et une cour pour les voyageurs. 
Le dépôt de la gare d'Eygurande-Merlines permettait d'assurer le relais des trains en transit autant que la formation de convois en départ réel. Il comptait 10 locomotives de trains et 2 locomotives de manœuvre. Les locomotives de manœuvre étaient de petites machines que les cheminots appelaient familièrement le "Coucou". Les locomotives étaient de type 141 TA, courte et sans tender, spécialement adaptées aux voies de montagne. Malgré cela, les trains de 500 tonnes arrivant de Bort-les-Orgues nécessitaient une machine de renfort à partir de la station de Savennes, pour gravir les 7 kilomètres de rampe de 25 mm qui devaient les amener sur le plateau de Merlines. Ces locomotives étaient approvisionnées en charbon sur le stock du dépôt, et en eau à partir d'une station de pompage aménagée à Raby, sur le Chavanon. Chacune d'elles était affectée à une équipe responsable composée d'un mécanicien et d'un chauffeur, dont les noms figuraient sur une plaque d'identité apposée en vue. En 1921, un raccordement de voie ferrée fut aménagé, à partir du passage à niveau de la route nationale 89 sur la ligne de Montluçon, pour l'approvisionnement du chantier du barrage du Chavanon. Il ne fut utilisé que pendant la brève durée des travaux. Bien que remis en état pendant la Seconde Guerre mondiale pour desservir les plateaux du Liéjoux sur lequel étaient envisagés (sans suite d'ailleurs) différents dépôts de matériels, il ne fut jamais opérationnel. 
Le trafic des marchandises était également très important. Le tri des messageries était effectué à la halle de la Petite Vitesse. Une grue était affectée au chargement des bois en partance et autres frets de poids. Mais on se souvient aussi des wagons à bestiaux (de 20 à 40 chaque jour de foire à Eygurande), qui prenaient la direction des abattoirs de La Villette ou de Lyon. Les trains de charbons de la mine de Messeix, chargés au Port-sec près de la gare de Bourg-Lastic, venaient transiter par Eygurande-Merlines d'où les wagons était dirigés sur leurs destinations respectives. Vers 1930, la gare comptait quelque 180 employés. 
L'année 1937 vit apparaître la Micheline, voiture automotrice bien nommée puisque roulant sur des bandages de caoutchouc Michelin. Son règne fut de courte durée. Les autorails diesel devaient lui succéder (l'électrification des lignes n'ayant ici jamais été réalisée, malgré la proximité des barrages et des usines hydroélectriques de la vallée de la Dordogne). 

### Déclin et fermeture
La construction du barrage de Bort-les-Orgues entraîne la fermeture de la section d’Eygurande-Merlines à Bort-les-Orgues le 15 mai 1950. En compensation, une ligne de substitution Ussel - Bort devait être construite aux frais d'EDF à l'ouest de la ligne initiale. Les travaux qui ont débuté en 1950 ont été arrêtés le 3 septembre 1955. Cette ligne prévoyait un tunnel de 6 628 m de long depuis le pied du barrage jusqu'au hameau de La Fourcherie (écart de la commune de Sarroux). Ce tunnel dénommé tunnel de La Fourcherie a connu un début de percement (1 490 m au milieu de l'ouvrage à partie d'une descenderie et une courte galerie pilote côté Bort). Par contre, les travaux du reste de la ligne qui devait rejoindre la ligne du Palais à Eygurande - Merlines à proximité d'Ussel n'ont jamais été entrepris. À partir de cette date, la gare d'Eygurande-Merlines déclina de façon continue.
À la fin des années 1990, la gare permettait encore le chargement de convois de bois mais ne fut que trop peu utilisée à cause des tempêtes qui touchèrent, entre autres, la Corrèze en décembre 1999. La dernière activité notable a été de servir de support au chantier de l'autoroute A89 (principalement le viaduc du Chavanon). Il y avait en gare de Merlines deux centrales à béton. Les chargements arrivaient par train. En tout, 98 trains pour 1960 wagons - soit environ 4600 camions - ont été livrés en gare d'Eygurande - Merlines. Cela représentait 55000 tonnes de sable en provenance de Thiviers, 24000 tonnes de ciment en provenance de Lozane dans le Rhône, et 41000 tonnes de gravillons qui venait d'Huriel dans l'Allier. Quant à la construction du viaduc du Chavanon, elle a nécessité l'acheminement, depuis Pordenone en Italie, d'éléments métalliques préfabriqués jusqu'à la gare d'Eygurande-Merlines. Cinq trains pour 59 wagons ont été nécessaires pour transporter les 107 éléments de 12 à 18 mètres de longueur et d'un poids unitaire de 8 à 19 tonnes (soit un poids total de 1100 tonnes). 
La section allant de Montluçon à Eygurande-Merlines a elle survécu jusqu'en 2008, date à laquelle elle a été fermée en raison du mauvais état de la voie.
À partir du 6 juillet 2014, la fermeture du tronçon entre Eygurande - Merlines et Laqueuille de la ligne d'Eygurande - Merlines à Clermont-Ferrand entraînera également la suspension de l'exploitation de la section de ligne entre Ussel et Eygurande – Merlines, le parcours s'effectuant en intégralité par autocar entre Clermont-Ferrand et Ussel. L'Intercités est alors limité au parcours Ussel - Bordeaux. En conséquence, la gare n'est plus desservie par aucun train à partir de cette date.

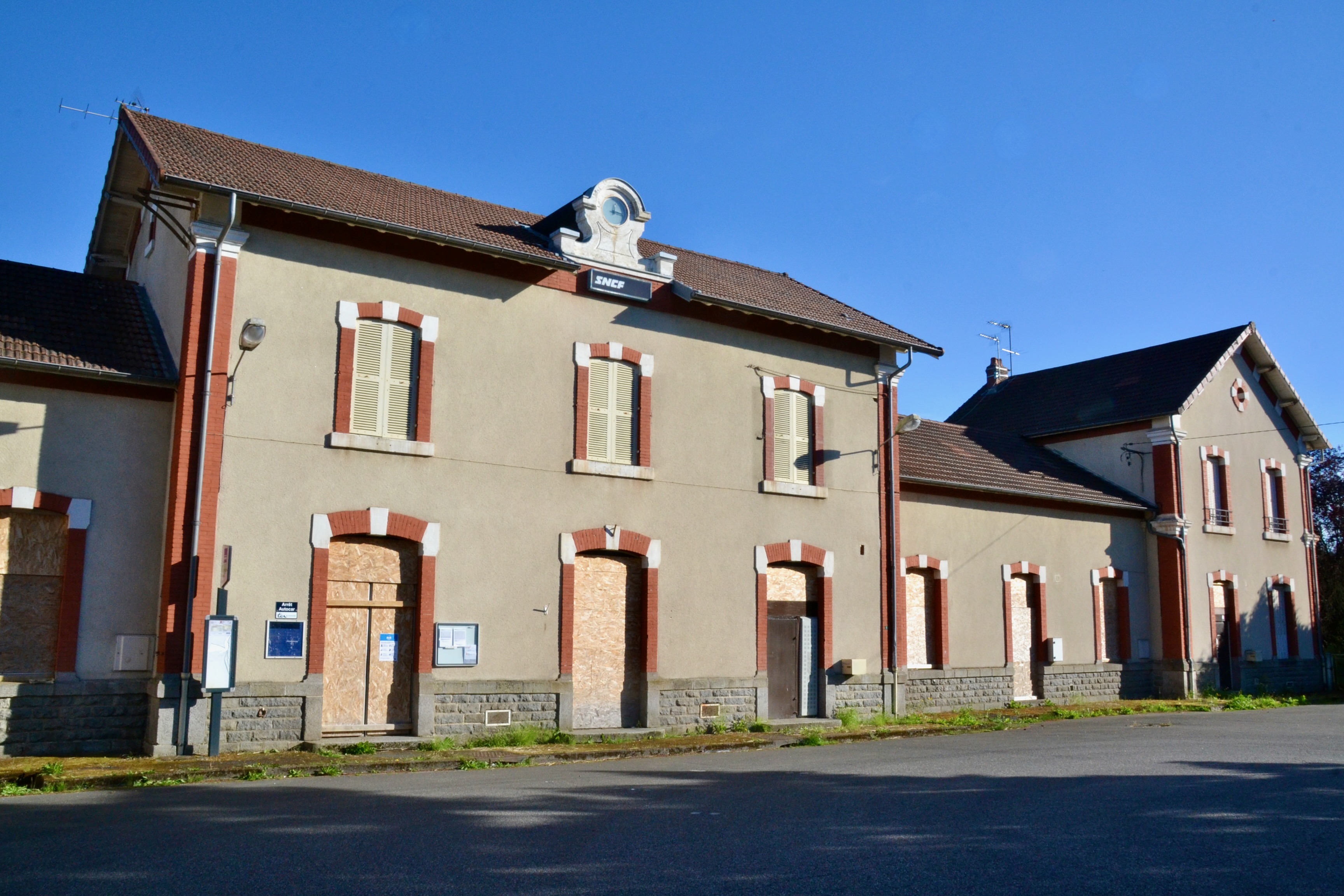
Le bâtiment voyageurs, ici en 2020.
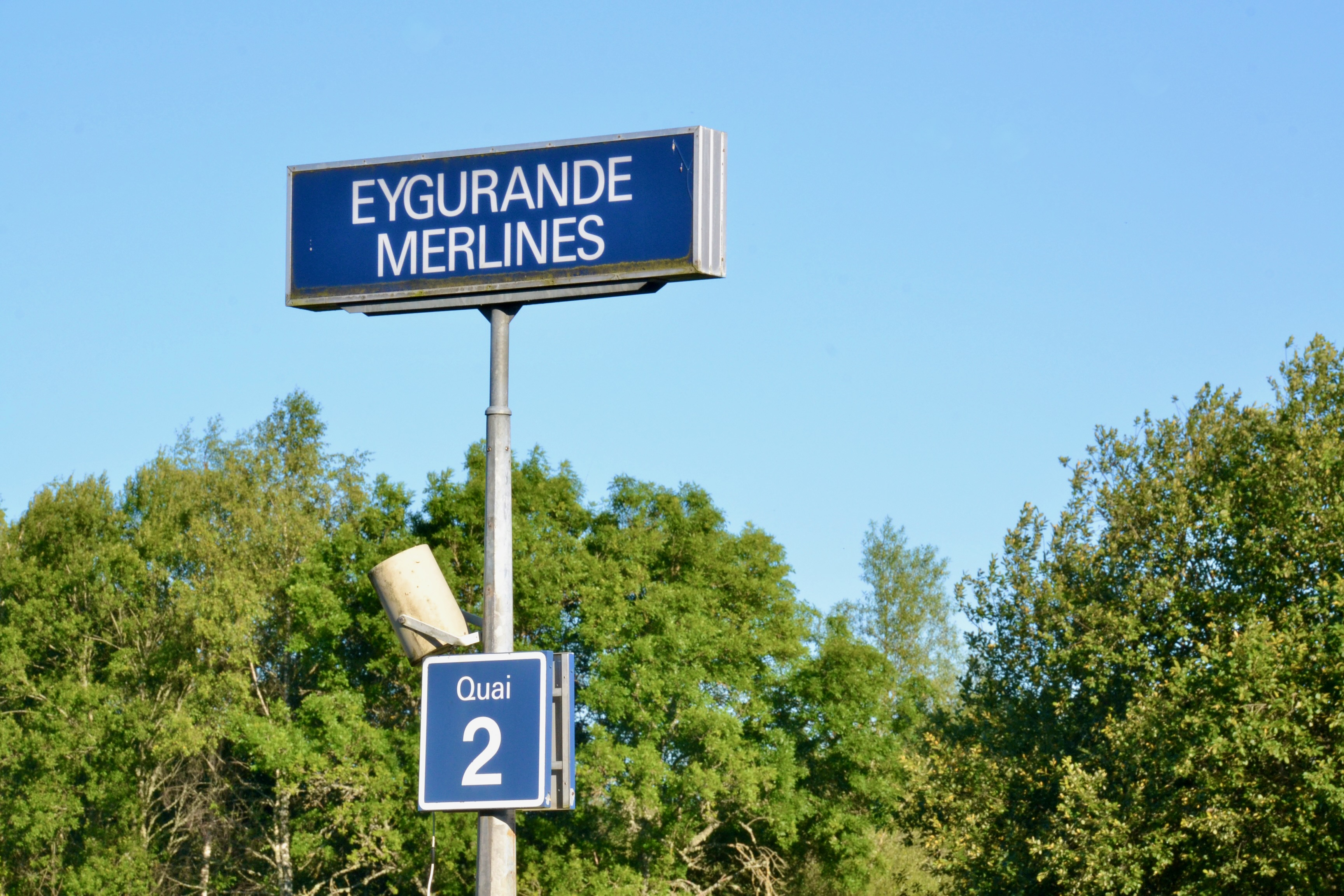
Sur les quais, ici en 2020.

## Service des voyageurs

### Accueil
La gare possède un bâtiment voyageurs accessible pendant les heures de circulation des trains. Un guichet où seuls les renseignements sont possibles est à disposition des voyageurs.

### Desserte

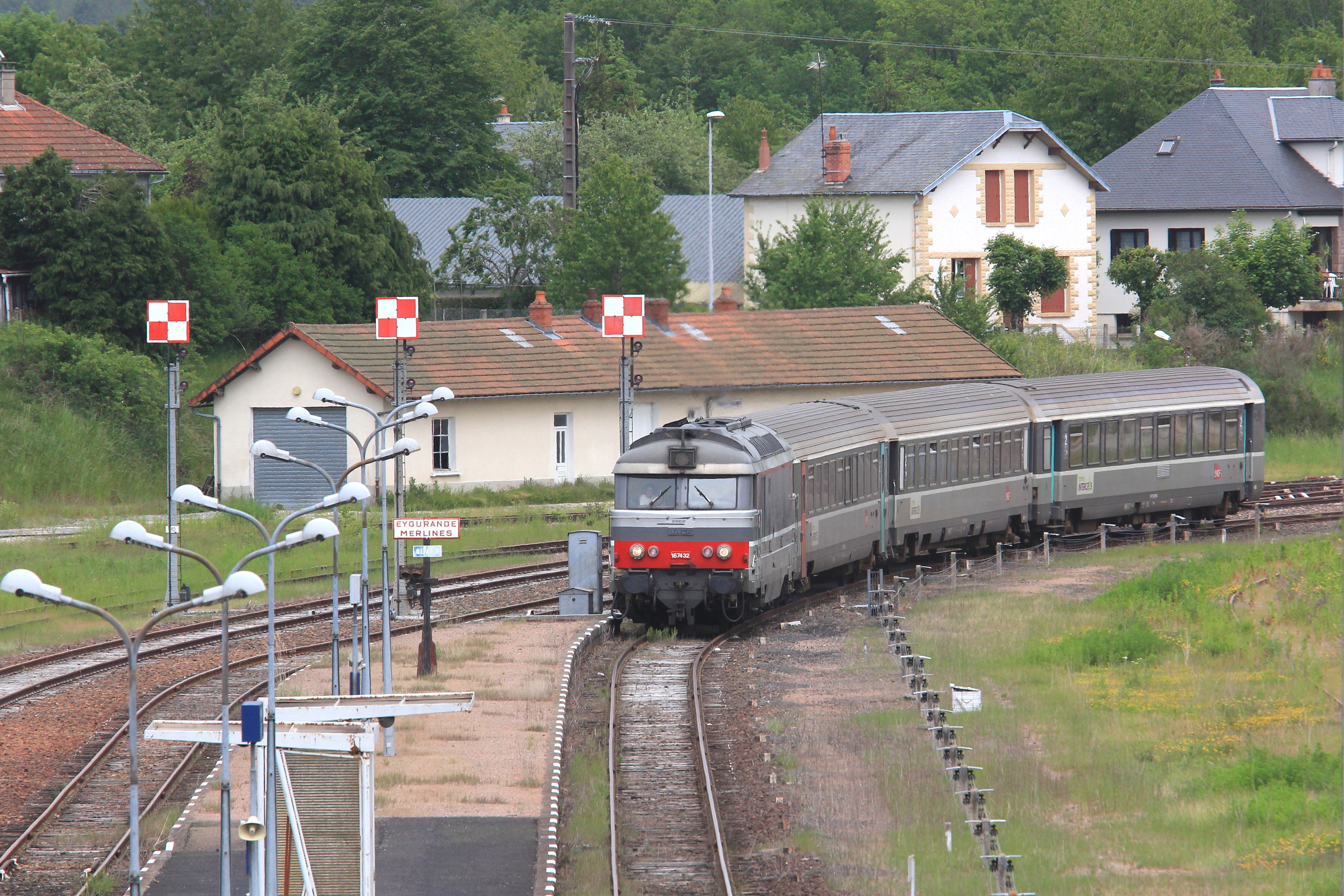
Un train Intercités Clermont-Ferrand - Bordeaux entre en gare.

Jusqu'au 5 juillet 2014, elle était desservie par les trains de la ligne n°8 du TER Auvergne circulant entre Clermont-Ferrand et Ussel. Elle était également desservie par un train Intercités (ex-Ventadour) reliant Bordeaux-Saint-Jean à Clermont-Ferrand deux fois par semaine.